# ルトガルディス (聖人)
聖ルトガルディス（オランダ語：Ludgardis、フランス語：Lutgarde ドイツ語：Lutgard、1182年 - 1246年）あるいは聖ルトガルドは、 旧フランドルのシトー会修道女、13世紀の神秘家、聖人である。 彼女は現在のベルギーのトンゲレンで生まれ、12歳の時に修道院に入った。 記念日（祝日）は6月16日である。
聖心のルトガルディス、トンゲレンのルトガルド、エイビアのルトガルドとも呼ばれる。

## 生涯
ルトガルディスは トンゲレンで1182年に生まれた。幼少時代は、綺麗な洋服を好み、活発で魅力的な少女で、宗教的な要素は見られない生活を送った。彼女は12歳の時にシント＝トロイデンの近くにあるベネディクト会の聖カタリナ修道院に預けられた。これは彼女を結婚させるための持参金として蓄えていた資産を、父親が事業の失敗で失ってしまったため、彼女の結婚が失敗に終わってしまったことが原因であるとされる。ルドガルディスは、この時、オブラーテ（obrate）修道生活献身者として修道院に受け入れられた。ルトガルディスを修道院に送り込んだ彼女の母親はかなり不本意であった。
ルドガルディスは、このような少女であったので、修道院に入っても数年間は修道生活に対して興味も持たずに過ごした。実際、彼女にとって修道院とは寄宿舎生活のようなものであった。彼女は喜んで、男女とも問わず友人たちを部屋に招いたり、自分から友人たちのところへ遊びに行ったりしたのであった。
この時、ルドガルディスはとある騎士に夢中であった。しかしある日、ルドガルディスにとって全てが変わった。彼女が友人宅を訪問している際に、彼女のもとにイエス・キリストが幻視として現れた。イエス・キリストは、今にも血を噴き出しそうな脇腹を彼女に見せて、無意味な愛の触れあいを探し求めるのは止して、自分が何を愛するべきで、なぜ、それを愛すべきなのかを、よく熟考するようにすること、そして、絶対的に純粋な喜びがあることを彼女に伝えた。
ルドガルディスは20歳の時、ベネディクト会の修道女となることを心に決めた。修道女たちの中には、ルドガルディスの心変わりはそんなに長くは続かないだろうと考える者たちもいた。彼女は次第に、より敬虔に修道生活を勤めるようになった。その後の十数年間に、彼女はイエス・キリスト、聖母マリア、その他の聖人を幻視（ヴィジョン）として観ることになった。
ルドガルディスのヴィジョンの中では、イエス・キリストが彼女の前にリアルに現れて、彼女はこのイエス・キリストと会話をしている。もし彼女がそのキリストの出現中に、何かするように、と頼まれると、彼女は『待って下さい、主イエス。私はこの仕事を済ませて、すぐに戻ってきます。』と言ったとされる。イエス・キリストは彼女のヴィジョンの中で、自分が出現した時にはルドガルディスがキリストと親密にすることを容認し、彼女が癒しと修道院のラテン語を理解すること、これらをできるようにしたとされる。
ルドガルディスはイエス・キリストの受難を瞑想する時、身体が宙に浮き、頭から血を流したとも言われる。
ルドガルディスが聖性を表したことにより、修道院の他の修道女たちは、ルドガルディスに修道院長になることを求めた。しかしルドガルディスはこれを断り、さらに厳格な会則さえも追求した。その結果、ルドガルディスは、リエージュの近くにあるエイビアのシトー会修道院に入り、そこで30年、死ぬまで暮らした。この修道院ではフランス語を使用していたが、ルドガルディスはフランス語を一度も習得したことがなかった。しかしこの修道院において、ルドガルディスが霊的知恵や、癒し及び予知の奇蹟を示したことが広く知られている。
ルドガルディスは、イエスの聖心への崇敬について、その偉大な先駆者のひとりであった。また、最初に聖痕を受けたとされる聖フランチェスコの時代に、ルドガルディスもまた胸に奇蹟の傷を受けたとされており、歴史家たちも彼女をスティグマータ（聖痕を受けた者）として捉える。ルドガルディスが29歳位の時、脇腹に槍で突かれた痕傷を受け、そしてその傷を身体に死ぬまで受けていた。

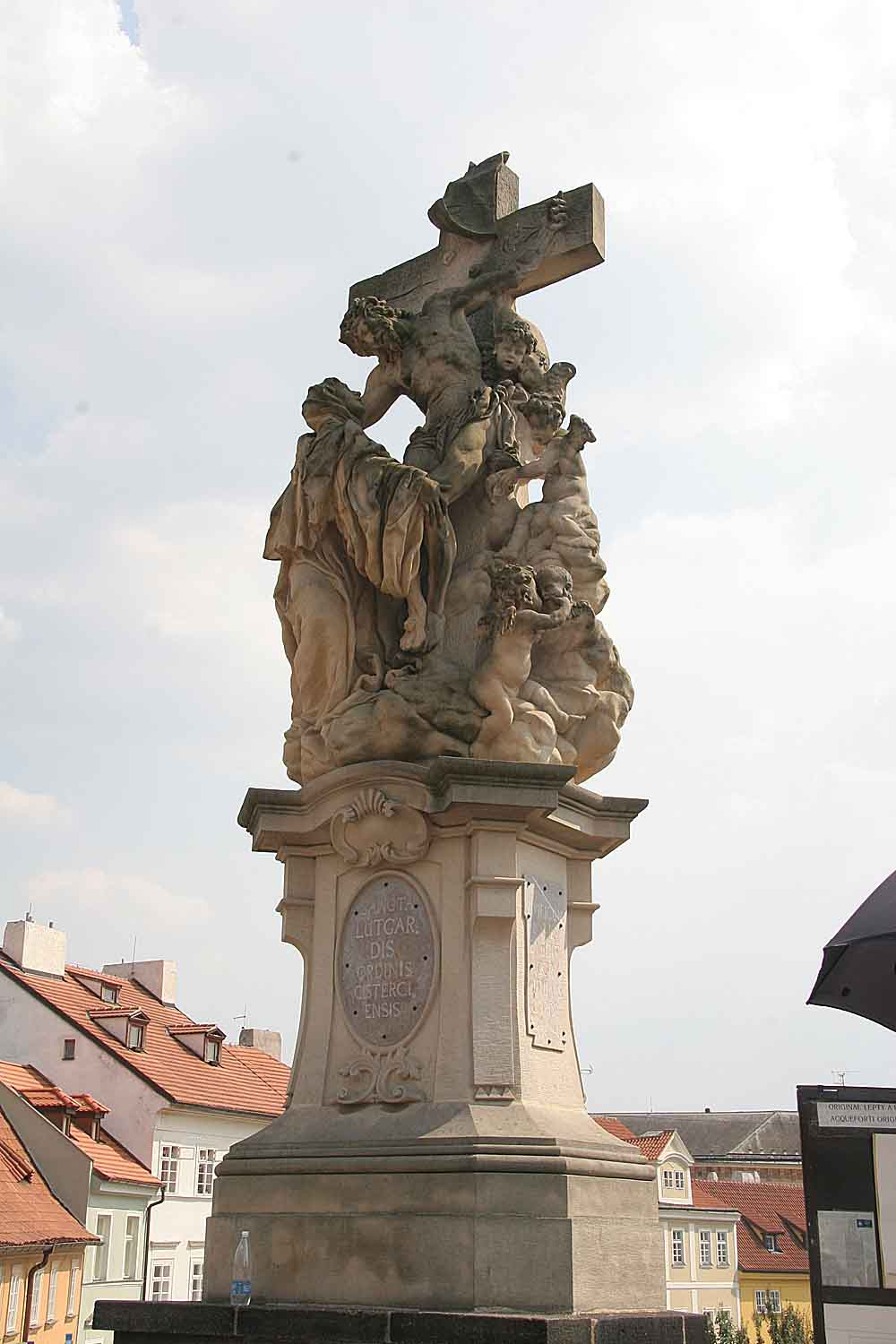
チェコ・プラハ、カレル橋にある聖ルトガルディス像（ブラウン作、1710年）

ルドガルディスは、その生涯の最後の11年間、盲目となる試練を受け入れた。彼女が最後に受けた天啓としてのヴィジョンは、彼女が死ぬ時は、三位一体の祝日の後の日であるとイエス・キリストが告げたというものであった。彼女は1246年6月16日に64歳で生涯を閉じた。

## 崇敬
ルドガルディスは13世紀を代表する神秘家の一人だとみなされている。ルドガルディスの人生は、死後2年もしないうちに、ドミニコ会の修道士で神学者のトマス・カンタンプリ（Thomas Cantimpré）の手によって『ルドガルディスの生涯』（Vita Lutgardis）という著作として書き遺されており、この書は聖人崇敬の傑作と言われている。ルドガルディスは、エイビア後で数世紀にわたって崇敬された。彼女の遺品は16世紀に発掘され、それはフランス革命を経て、ベルギーのイトレで保管されている。 ルドガルディスを描いたバロック様式の作品の中には傑作も見られる。

## 保護聖人として
カトリック教会の聖人としてのルドガルディスは 目の不自由な人や身体に障害を持つ人の保護者とされる。